# Istoria Uniunii Sovietice (1985-1991)

## Ascensiunea lui Gorbaciov
Deși reformele au fost înghețate în perioada 1964–1982, schimbul de generații a dat un nou impuls pentru reforme. Schimbarea relațiilor cu Statele Unite a putut, de asemenea, să fie un imbold pentru reforme. În vreme ce Jimmy Carter a pus capăt în mod oficial politicii de destindere ca urmare a intervenției sovietice în Afghanistan, tensiunile est-vest de la începutul anilor `80 au atins niveluri nemaivăzute de la criza rachetelor din Cuba pe durata primului mandat al Președintelui Ronald Reagan 1981–1985).
În timp ce Mihail Gorbaciov a început  procesul care va duce colapsul politic al Uniunii Sovietice și care va avea ca rezultat demolarea economiei super-centralizate prin programele lui de  glasnost (deschidere politică - transparența) și perestroika (reconstrucție economică), economia sovietică suferea atât din cauza inflației ascunse, cât și din cauza aprovizionării precare în toate domeniile.

### PerestroikașiGlasnost
Mihail Gorbaciov a preluat puterea în martie 1985, la scurtă vreme după moartea lui  Konstantin Cernenko. Gorbaciov a instituit o serie de reforme politice cunoscute sub numele de glasnost; acestea includeau democratizarea, relaxarea cenzurii și a represiunii politice, reducând puterile KGB-ului. Reformele au fost gândite să doboare rezistența elementelor conservatoare din Partidul Comunist al Uniunii Sovietice la inițiativele  economice novatoare ale lui Gorbaciov. Ca urmare a acestor reforme, multe alarmante pentru conservatorii partidului, au fost introduse alegeri competitive pentru posturile de conducere (pentru oamenii din interiorul Partidului Comunist). 
Dar relaxarea cenzurii și încercarea de a crea o mai mare deschidere politică au avut efectul neașteptat de re-deșteptare a sentimentelor anti-rusești și naționaliste, care fuseseră îndelung ținute sub control în republicile constituente. Pe durata anilor `80 s-au auzit tot mai tare voci cerând o mai mare independență față de guvernarea Moscovei. Aceasta s-a simțit, în mod special, în Republicile Baltice: Estonia, Lituania și Letonia, care au fost anexate la Uniunea Sovietică de Iosif Stalin în 1940. Sentimentele naționaliste au apărut și în alte republici sovietice, precum Ucraina și Azerbaijan. Aceste mișcări naționaliste au fost întărite și mai mult de declinul economiei sovietice și de aceea conducerea Moscovei a devenit un țap ispășitor convenabil pentru  problemele economice. Gorbaciov a eliberat, în mod accidental, o forță care a distrus, până în cele din urmă, Uniunea Sovietică. 

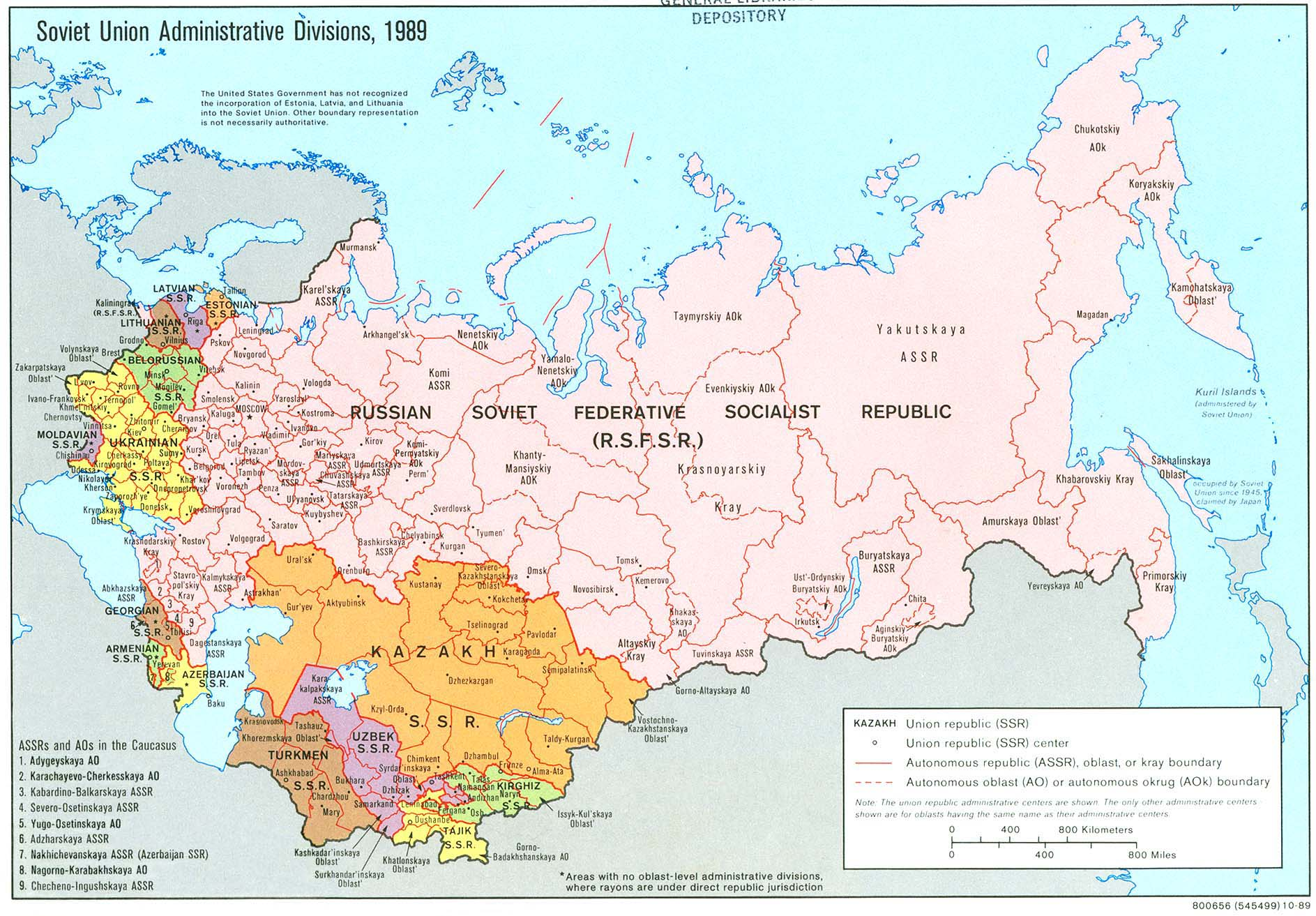
Împărțirea administrativă a Uniunii Sovietice în 1989

La 15 februarie 1989, forțele sovietice au terminat retragerea din Afghanistan.  Uniunea Sovietică a continuat să sprijine Republica Democratică  Afghanistan cu un ajutor substanțial până la sfârșitul anului 1991. În 1989, guvernele comuniste ale sateliților Uniunii Sovietice au fost răsturnate unul câte unul, fără să se întâmpine rezistența notabilă a Moscovei. De la sfârșitul anilor `80, procesul de deschidere și de democratizare a început să scape de sub control și a mers mult mai departe decât ar fi intenționat Gorbaciov. 
Relaxarea cenzurii a avut ca rezultat pierderea de sub control a mijloacelor de informare în masă de către Partidul Comunist.  Mai mult, spre jena autorităților, media a început să arate gravele probleme economice și sociale cărora guvernul sovietic le negase îndelung existența și le mușamalizase. Probleme precum cea a lipsei de locuințe, a alcoolismului, a poziției de calitatea a doua a femeii, probleme pe care media oficială le ignorase, primeau acum o atenție crescută. Mijloacele de informare în masă au început să expună crimele comise de Stalin și de regimul sovietic, precum Gulagurile și Marea Epurare. Ca rezultat, imaginea foarte pozitivă a vieții în Uniunea Sovietică, așa cum fusese îndelung prezentată publicului  de media oficială, a fost rapid distrusă și aspectele negative ale vieții în țară au fost în prim-plan. Asta a dus la pierderea încrederii publicului în sistemul sovietic. 
Deschiderea politică a început să producă consecințe neașteptate. În alegerile pentru Sovietele republicilor constituente ale Uniunii Sovietice, naționaliștii au preluat conducerea. Cum Gorbaciov a slăbit sistemul intern de represiune, puterea guvernului central de la Moscova de a-și impune voința în republicile constituente ale URSS-ului a fost subminată semnificativ.

## Elțîn și dizolvarea Uniunii Sovietice
În 7 februarie 1990, Comitetul Central al Partidului Comunist Sovietic a fost de-acord să renunțe la monopolul puterii. Republicile constituente ale URSS au început să-și impună suveranitatea națională, începând cu guvernul central, „războiul legilor”, război în care guvernele republicilor constituente au respins toată legislația unională acolo unde intra în conflict cu legile locale, câștigând controlul asupra economiilor naționale și refuzând să plătească taxe Moscovei. Acest blocaj a dezorganizat economia, fluxurile de aprovizionare au fost rupte și a provocat o adâncire a declinului economiei sovietice.
Gorbaciov a făcut eforturi disperate și prost inspirate să recâștige controlul, în mod special, în republicile baltice, dar puterea și autoritatea guvernului central fuseseră în mod dramatic și ireversibil distruse. În 11 martie 1990, Lituania și-a proclamat independența și a anunțat că se retrage din uniune. Dar Armata Roșie avea o prezență puternică acolo. Uniunea Sovietică a inițiat o blocadă economică și au menținut trupele acolo pentru a "asigura drepturile etnicilor ruși". În ianuarie 1991, au apărut ciocniri între trupele sovietice și civili lituanieni, care au făcut 20 de victime. Aceasta a slăbit mai mult legitimitatea Uniunii Sovietice pe plan internațional și național. În 30 martie 1991, consiliul suprem estonian a declarat puterea sovietică în Estonia ilegală, începând cu 1940, și a început procesul de restabilire a independenței țării. În 17 martie 1991, într-un referendum unional, 78% dintre votanți s-au menținut pentru menținerea Uniunii Sovietice într-o formă reformată. Ucraina și țările baltice au boicotat referendumul.
De asemenea, printre reformele inițiate de Gorbaciov a fost și alegerea directă a președintelui RSFSR (Rusia). Alegerile pentru acest post au fost ținute în iunie 1991. Candidatul populist Boris Elțîn, care era un critic realist al lui Mihail Gorbaciov, a câștigat 57% dintre voturi, învingându-l pe candidatul preferat de Gorbaciov, fostul prim-ministru Rîjkov, care a obținut 16% din voturi.
În 20 august 1991, republicile trebuiau să semneze un nou tratat unional, care le-ar fi făcut țări independente într-o federație cu președinte, politică externă și armată comune.
Însă în 19 august 1991, vicepreședintele Ghennadi Ianaiev, primul ministru, ministrul apărării, șeful KGB și alți oficiali de frunte au acționat pentru a preveni semnarea tratatului unional și au format "Consiliul de Stat pentru Starea de Urgență".  (vezi Tentativa de lovitură de stat din 1991) „Comitetul” l-a pus pe Gorbaciov (aflat în vacanță în Crimeea) sub arest la domiciliu și au încercat să restaureze statul unional. 
Organizatorii se așteptau la suportul popular pentru acțiunile lor, dar populația din Moscova n-a fost de partea lor. Mii de oameni au ieșit pe străzi să apere "Casa Albă", locul simbolic al suveranității Rusiei. Organizatorii au încercat și, în cele din urmă, au eșuat în încercarea de a-l aresta pe Boris Elțîn, care s-a raliat opoziției de masă anti-puciste. 
După trei zile, în 21 august, lovitura de stat a eșuat, organizatorii au fost arestați și Gorbaciov s-a reîntors ca președinte al Uniunii Sovietice. Dar puterea lui era acum în mod definitiv compromisă. Nicio structură de putere unională sau rusească n-a mai ascultat de comanda sa. Pe perioada toamnei anului 1991 guvernul rusesc a preluat ministerele unionale unul câte unul. În noiembrie 1991, președintele rus Boris Elțîn a dat un decret interzicând Partidul Comunist din Uniunea Sovietică pe tot întinsul republicii. 
După lovitura de stat, republicile au accelerat procesul obținerii independenței, afirmându-și suveranitatea una câte una. În 6 septembrie 1991, guvernul sovietic a recunoscut independența celor trei state baltice.
În 1 decembrie 1991, Ucraina și-a declarat independența față de URSS după un referendum popular în care 90% dintre votanți au optat pentru independență. În 8 decembrie 1991, conducătorii Rusiei, Ucrainei și Belarusului s-au întâlnit în Belavejskaia Pușcea pentru a afirma că Uniunea Sovietică a fost dizolvată și a fost înlocuită de Comunitatea Statelor Independente. Gorbaciov a devenit un președinte fără țară. În 25 decembrie 1991 el a demisionat din funcția președinte al URSS-ului și i-a predat puterea lui Boris Elțîn. În ziua următoare, Sovietul Suprem a votat pentru autodizolvarea sa și a abrogat declarația din 1922 care stabilea în mod oficial existența URSS. Până la sfârșitul anului, toate instituțiile oficiale sovietice își încetaseră activitatea. 
Cele patru elemente principale ale sistemului sovietic erau: ierarhia sovietelor, federalismul etnic, socialismul de stat și dominația Partidului Comunist. Programul gorbaciovist de perestroika a produs efecte rapide și neașteptate, care au doborât sistemul. Gorbaciov a creat, cu succes, o coaliție de lideri politici sprijinitori ai reformelor și a creat noi arene și baze ale puterii.
Prin folosirea reformelor structurale pentru lărgirea șanselor date liderilor și mișcărilor populare să capete influență, Gorbaciov a făcut, de asemenea, posibil ca naționaliștii, comuniștii ortodocși și forțele populiste să se opună încercărilor sale de liberalizare și revitalizare a socialismului sovietic. În timp ce unele dintre mișcările nou apărute aspirau să înlocuiască sistemul sovietic cu unul liberal și democratic, altele cereau independență pentru republicile naționale, iar altele mai insistau la restaurarea vechiului sistem sovietic. Până la urmă, Gorbaciov n-a reușit să obțină un compromis între aceste forțe.

## Restructurarea sistemului postsovietic
Pentru restructurarea sistemului administrativ de comandă astfel încât să facă o tranziție la capitalism, programul terapiei de șoc a început în zilele următoare disoluției Uniunii Sovietice, prin tăierea subsidiilor date fermelor și intreprinderilor nerentabile, liberalizarea prețurilor, măsuri  pentru convertibilitatea rublei și inițiative pentru restructurarea economiei larg etatizate. Instituțiile existente au fost abandonate, însă mai înainte ca structurile legale ale economiei de piață (cele care guvernează proprietatea privată, supraveghează piața financiară și colectarea taxelor și impozitelor) să devină funcționale, în ciuda faptului că două din componentele macroeconomice sunt sistemul bancar și sistemul bugetar de stat.
Economiștii liberali au crezut că demontarea sistemului administrativ de comandă din Rusia va crește PIB-ul și standardele de trai prin alocarea mai eficientă a resurselor. Ei au crezut,de asemenea, că acest colaps va crea o mișcare vizibilă către noi posibilități de producție prin eliminarea planului centralizat, prin substituirea lui cu unul descentralizat de piață, eliminând uriașele distorsiuni prin liberalizare și oferirea de stimulente prin privatizare.
În momentul de față, Rusia face în mod curent față multor probleme, precum acelea că 25% din populație trăiește sub limita sărăciei, a scăzut speranța de viață, a scăzut natalitatea și a scăzut PIB-ul, (care s-a înjumătățit de la căderea URSS-ului). 

### Sfârșitul războiului rece
În  timp ce în Uniunea Sovietică se produceau evenimentele pomenite mai sus, Gorbaciov și președintele SUA George H. W. Bush au declarat la summitul din iulie 1991 un parteneriat sovieto-american, care a marcat, în mod decisiv, sfârșitul războiului rece. Președintele Bush a declarat că datorită cooperării sovieto-americane din timpul războiului din Golful Persic din 1990-1991, s-au pus bazele parteneriatului pentru rezolvarea problemelor bilaterale, dar și ale lumii. După colapsul Uniunii Sovietice, relațiile cu Statele Unite nu și-au pierdut niciuna dintre semnificații pentru Rusia, în ciuda pierderii de către aceasta din urmă a statutului de supraputere. Rusia a văzut în cooperarea cu Statele Unite semnul continuării statutului său de mare putere, de a doua mare putere nucleară.
| << articolul precedent |